# Livre des Han postérieurs
Le Livre des Han postérieurs ou Hou Hanshu (chinois simplifié : 后汉书 ; chinois traditionnel : 後漢書 ; pinyin : hòu hàn shū)) est l’une des œuvres historiques chinoises officielles compilées par Fan Ye (chinois simplifié : 范晔 ; chinois traditionnel : 范瞱 ; pinyin : fàn yè, 398-445), utilisant comme sources un certain nombre d’ouvrages historiques et de documents antérieurs. Il couvre l’histoire des Han orientaux (25-220).
Le Livre des Han postérieurs fait partie des Quatre histoires anciennes, avec :
- le Shiji (Mémoires historiques) de Sima Qian
- le Hanshu (漢書/汉书, Livre des Han) de Ban Gu (complété par sa sœur Ban Zhao)
- le Sānguó zhì (三國志/三国志, Chroniques des Trois Royaumes) de Chen Shou

Ces Quatre histoires anciennes font elle-même partie du vaste canon d’histoires de Chine appelé Vingt-Quatre Histoires.
Fan Ye a utilisé un certain nombre d’histoires antérieures, y compris le Shiji de Sima Qian et le Hanshu de Ban Gu, plus beaucoup d’autres (dont certaines également appelées Hou Hanshu), dont la plupart ne nous sont pas arrivées intactes. Fan Ye, lui-même, décrit brièvement dans le texte ses sources principales pour le 'Chapitre sur les régions occidentales' dans son commentaire, à la fin du chapitre :
« Ban Gu a noté en détail les conditions et coutumes locales de chaque royaume dans le Hanshu [Histoire de la dynastie des Han antérieurs]. Maintenant, les événements à partir de la période Jianwu (25-55) ont été révisés pour cette section sur les régions occidentales, en utilisant ceux qui diffèrent des chroniques antérieures, comme le mentionne Ban Yong à la fin du règne de l’empereur Hàn ān (漢安帝/汉安帝, hàn āndì 107-125). »
L'œuvre est l'une des plus anciennes à mentionner le Japon, sous le nom de pays des Wa. Elle reprend notamment l'histoire plus ancienne d'une ambassade en l'an 57 attestée par ailleurs par la découverte du sceau du roi de Na.